# کاخ لینلیتگو
latitudeکاخ لینلیتگوlongitudeکاخ لینلیتگو

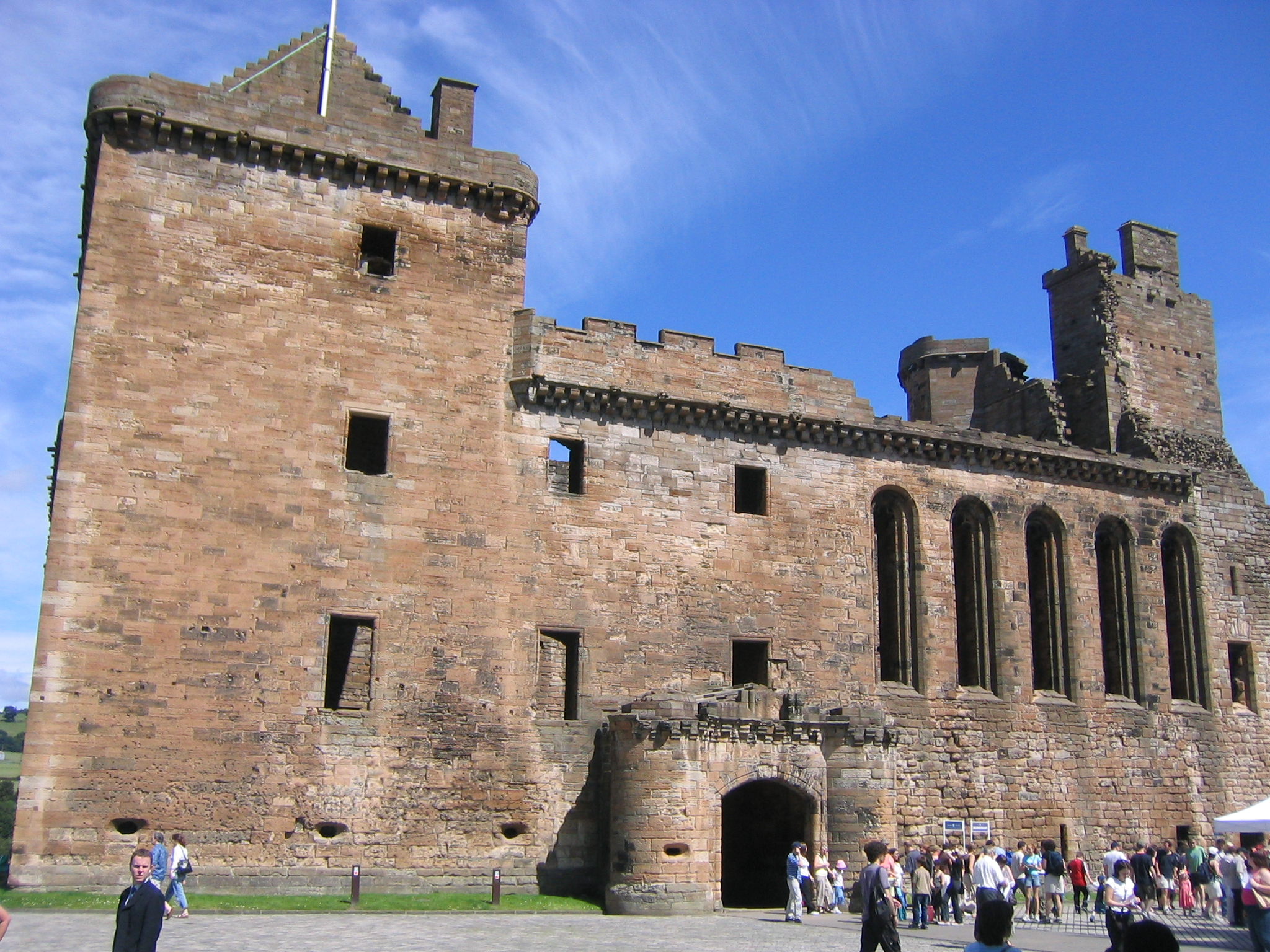
نمای جنوبی کاخ لینلیتگو

خرابه‌های کاخ لینلیتگو در شهر لینلیتگو، غرب لوتیان، اسکاتلند، ۱۵ مایل (۲۴ کیلومتر) در غرب ادینبورگ واقع شده‌است. این کاخ یکی از خوابگاه‌های اصلی پادشاهان اسکاتلند در سده‌های ۱۵ و ۱۶ بود. پس از یک‌پارچگی سیاسی با انگلستان این کاخ کمتر مورد استفاده قرار می‌گرفت، و در ۱۷۴۶ دچار آتش‌سوزی شد. امروز این کاخ تاریخی از دیدگاه توریستی مورد توجه است و به صورت یکی از کانون‌های جذب بازدید کننده، زیر توجه و حمایت بنیاد اسکاتلند تاریخی قرار گرفته‌است.

## بنیان‌گذاری
در سدهٔ ۱۲ یک سرای سلطنتی در این محوطه وجود داشته‌است. در سدهٔ ۱۴ نیروهای اشغال‌گر انگلیسی زیر فرمان ادوارد یکم این سایت را به‌سازی کرده و به یک پایگاه نظامی ایده‌آل برای تأمین امنیت مسیرهای تدارکاتی میان دژ ادینبورو و دژ استرلینگ تبدیل کردند. ساختن بنای انگلیسی دژ در مارس ۱۳۰۲ زیر نظارت دو کشیش، ریچارد د وین‌پُل و هنری د گراوندستون آغاز شد. معمار استاد جیمز سن جورج نیز در اجرای آن حضور داشت. در سپتامبر ۱۳۰۲، ۱۴۰ نفر از زنان و شصت نفر از مردان برای کمک به حفاری خندق به آن‌جا آورده شدند؛ به مردان روزانه مبلغ دو پنس و زنان یک پنی پرداخت می‌شد. صد سرباز پیاده هم به عنوان کارگر در درون دژ به کار گرفته شده‌بودند و کار در طول تابستان سال ۱۳۰۳ ادامه یافت.
در ۱۴۲۴، بخشی از شهر لینلیتگو در یک آتش‌سوزی بزرگ نابود شد. شاه اسکاتلند جیمز اول بازسازی این کاخ را به عنوان محل اقامت اصلی برای خانواده سلطنتی اسکاتلند آغاز کرد، همچنین شروع به بازسازی کلیسای سنت مایکل که بلافاصله در جنوب کاخ قرار دارد کرد: کلیسا پیش از این به عنوان یک انبار در طول اشغال ادوارد استفاده شده‌بود.
به‌نظر می‌رسد استفاده از لغت پالاس (کاخ) برای ارجاع به این بنا، که در سال ۱۴۲۹ میلادی مستند شده‌است، نخستین استفادهٔ این لغت در اسکاتلند باشد. در دوران سلطنت جیمز چهارم لینلیتگو تکمیل شد و کاخ‌هایی دیگر با تناسبات ایتالیایی بازسازی شدند.
بر اساس شواهد تاریخی، تعدادی بنّای ایتالیایی در دربار جیمز چهارم مشغول به کار بودند.